# Inches
Az Inches (ISSN 8756-6338) jelentős amerikai meleg (gay, homoszexuális) erotikus magazin. Elnevezése az angol mértékegységet jelölő inch ’hüvelyk’ szó többes számából ered. Elsődlegesen a kifejezetten impozáns, nagy méretű péniszek bemutatására szakosodott („Biggest Boys”, „Size-Kings” stb.). Színes, 100 oldalon A4-es méretben olvasható  a Mavety Media Group kiadásában. A szexuális explicitás terén kizárólag az erekció nyílt bemutatásáig merészkedik. Modelljei közt ott találjuk a legmenőbb pornósztárokat, body buildereket, de amatór felfedezettek is szép számmal akadnak. Erotikus novellákat, videórecenziókat szintén közöl. A magazin testvérlapja a Latin Inches  és a Black Inches .

## A magazin története
George Mavety 1974-ben alapította meg a Modernismo Publications, Ltd. elnevezésű kiadóvállalatot, mely a Mandate magazin mellett a Honcho, a Torso és a Playguy magazinokat is kiadta. Az Inches 1985 márciusától jelenik meg.

## A magazin modelljeiből
Korai modelljei közt található például Johnny Harden , Rick Donovan , Jim Bentley , Johnny Rivera , Chris Allen (Spike), de szerepelt benne Jeff Stryker , Joe Cade , David Ashfield  (FLC), Rod Garetto (Filmco), Tony Marino , Joey Stefano , Ryan Idol , Dick Master , Rex Chandler , Matt Powers, Rick Stryker, Steve Wynn, Kris Lord , Kevin Kemp, Enrique, Shane Rockland , Mike Nichols, Ace Harden , Steve York, Jordan Rivers, Rick Donovan , Bam, Jeff Palmer , Marco Rochelle , Brad Patton ,  Johnny Thrust, Barry Lats, Christian Stone, Dereck Bishop, Javier, Ricky Starr, Mitchell Stack, Jens Hammer, Thom Barron , Rick Allen, Scott Matthews, Spike, Justin Heber. 1985 decemberében egy biszexuális összeállítással jelentkezett, itt kaptak helyet Jack Wrangler , George Payne, Rick Cassidy, Bill Eld , Steve York, Marc Stevens, Joe Markahm és John Holmes aktjai.

## A magazin néhány magyar modellje
Ted Colunga Giovanni Floretto, Fred Fele, Rick Perry , Arpad Miklos , Fred Goldsmith , Fredy Costa , Ray Phillips, Kevin Cage .